# 小行星14026
小行星14026（14026 Esquerdo）是一颗绕太阳运转的小行星，为主小行星带小行星。该小行星于1994年9月28日发现。

## 轨道参数
小行星14026的轨道半长轴为2.3600861 UA，离心率为0.161。